# Belysning

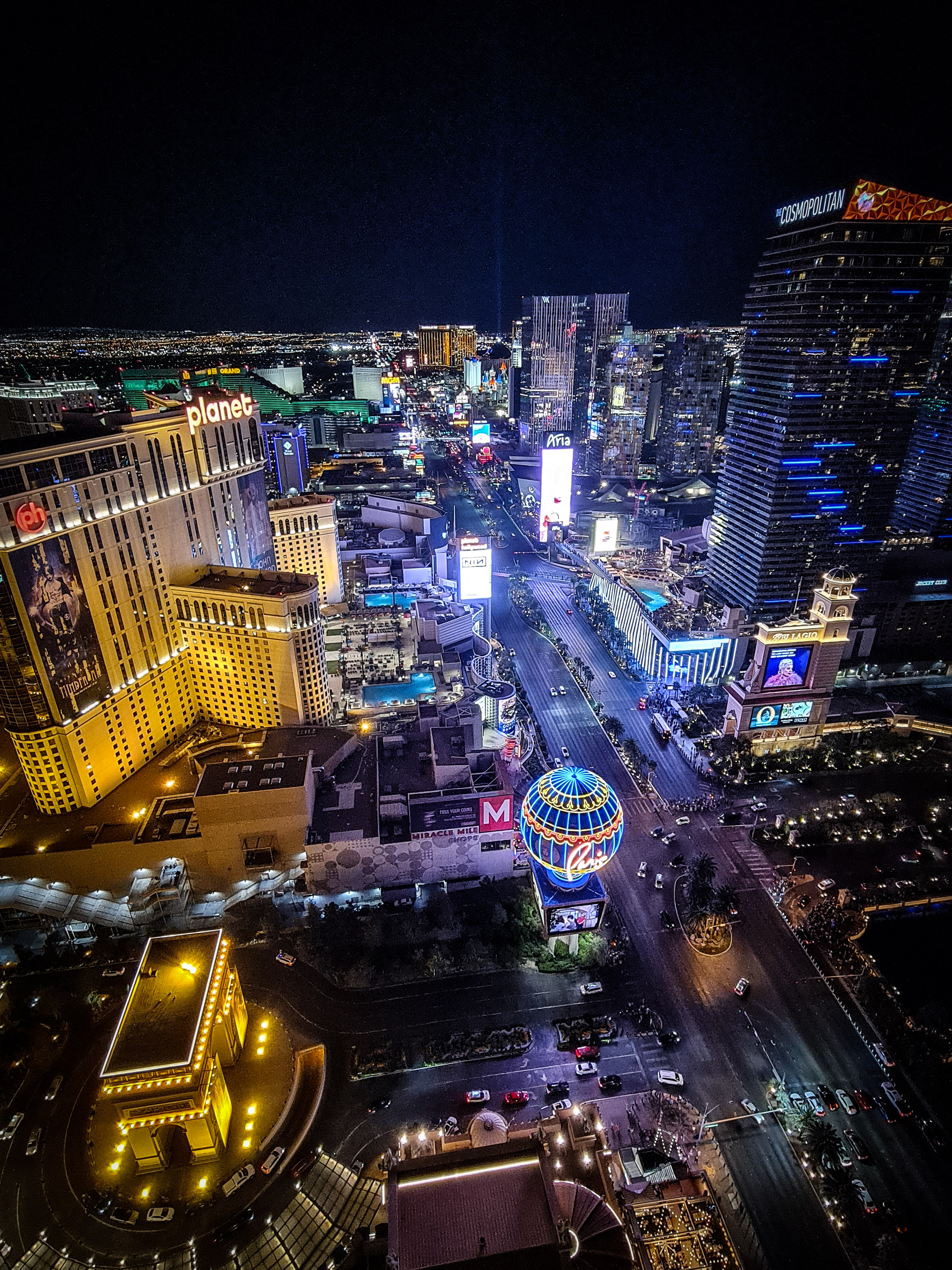
Las Vegas Boulevard även kallad Las Vegas Strip. Belysning i stadsmiljö med byggnader, gator, trafik med mera, Las Vegas, Nevada, USA, april 2022.

Belysning är anordningar och verksamhet för att ljussätta miljöer, rum, personer eller föremål med synligt ljus. Belysning brukar delas in i de tre kategorierna stämningsbelysning, teknisk belysning och accentbelysning.

## Belysningskategorier
- Stämningsbelysning även kallad dekorationsbelysning syftar till att skapa trivsel, atmosfär eller en särskild estetik.
- Teknisk belysning, som i sin tur indelas i underkategorierna allmänbelysning och platsbelysning (engelska: Task lighting), är övervägande funktionell, som även växtbelysning eller nödbelysning är exempel på, och syftar till att ur ett tekniskt, ekonomiskt och hållbart helhetsperspektiv skapa bättre kommersiella miljöer för exempelvis restauranger, butiker och affärscentra, offentliga miljöer i stadsrum, för trafiksituationer och för sport- och motionsverksamhet eller arbetsmiljöer som i fallet med industrilokaler, byggarbetsplatser och kontor.
- Accentbelysning syftar till att leda uppmärksamhet till en person, ett föremål, en händelse eller ett mindre avgränsat område i ett större sammanhang.[1]

En modern interiör eller exteriör består ofta av de tre olika belysningskategorierna i kombination.

## Belysning som fackområde
Ljussättare inom scenkonst, ljustekniker, ljusdesigner, ljusrådgivare och konsulter som planerar och projekterar hela belysningsanläggningar är exempel på yrkesgrupper som arbetar med professionell belysning både interiört och exteriört. Yrket ljusdesigner omfattar förutom specialistkunskap om ljus och belysning även ett bredare kundskapsfält inom hållbarhet, energi, resursanvändning och ekonomi.
Kunskapen om hur belysning och ljussättning fungerar i sin omgivning kallas även för ljusarkitektur. Begreppet uppkom i samband med den elektriska belysningens utbredning, och blev särskilt aktuellt under Stockholmsutställningen 1930, då belysningspionjärer som civ ing Ivar Folcker arbetade med att sprida kunskap om ämnet. Folcker startade år 1926 Svenska föreningen för ljuskultur (numera Belysningsbranschen) som var en sammanslutning av svenska ledande personer på belysningsområdet.
Branschorganisationen för svenska företag som tillverkar eller importerar och säljer belysningsarmatur och anläggningar för belysning heter sedan år 2001 Belysningsbranschen. Sveriges största facktidskrift om belysning heter Ljuskultur och har publicerats sedan år 1934.
De svenska städerna Linköping och Göteborg är medlemmar i den internationella och ideella organisationen Lighting Urban Community International, Luci, tillsammans med 70 städer och 55 organisationer och företag över hela världen. Luci grundades år 2002 med syfte att främja urban utveckling med avseende på ljusmiljö och belysning.

## Begrepp

### Effekt, ljusflöde och ljusutbyte
Om belysningens ljuskälla är elektrisk så mäts dess effekt ({\displaystyle P}) i enheten watt (W) som egentligen handlar om elektricitet och inte ljus. Den totala mängden ljus som en ljuskälla alstrar kallas för ljusflöde ({\displaystyle \Phi ,F}) och mäts i enheten lumen (lm). Begreppet ljusutbyte ({\displaystyle U}) används för att beskriva hur effektivt en elektrisk ljuskälla omvandlar el till ljus och mäts i enheten lumen per watt (lm/W).

### Ljusstyrka och belysningsstyrka
När det pratas om ljus i en enda riktning, eller ljus som en stråle, så används begreppet ljusstyrka ({\displaystyle I}) som mäts i enheten candela (cd). Men begreppet ljusstyrka ska inte förväxlas med hur stark belysningen blir på plats. Begreppet belysningsstyrka eller illuminans ({\displaystyle E}) anger hur mycket ljus (mätt i lumen) som träffar en viss yta (mätt i kvadratmeter) och mäts i enheten lux (lx). Enheten lux är alltså en omskrivning av lumen per kvadratmeter (lm/m2).
En grundregel är att allt ljus avtar med kvadraten på avståndet. Om en ljuskälla alstrar belysningsstyrkan 400 lux på en kvadratmeteryta 1 meter från ljuskällan så blir belysningsstyrkan 100 lux på 2 meters avstånd från ljuskällan eftersom grundregeln säger att ytan då blir 4 m2 (2 i kvadrat) som 400 lux ska dela på.
Förhållandet kan uttryckas enligt formeln {\displaystyle {\frac {E_{1}}{D^{2}}}=E_{2}} där {\displaystyle E_{1}} är belysningsstyrkan på arean 1 m2 vid 1 meters avstånd (400 lx), {\displaystyle D} är den nya distansen (2 m) och {\displaystyle E_{2}} är belysningsstyrkan vid det nya avståndet.
Äldre enheter för ljusstyrka var hefnerljus i Tyskland, Österrike, Schweiz och de skandinaviska länderna samt standardnormalljus i Nordamerika, Storbritannien och Frankrike. De förhöll sig till varandra enligt formeln {\displaystyle standardnormalljus=1,\!11\cdot hefnerljuset}.

### Luminans och färgtemperatur
Begreppet luminans ({\displaystyle L}) anger enkelt förklarat hur ljus en yta är för ögat och mäts i enheten candela per kvadratmeter (cd/m2). Luminansen kan anges för ljuskällan som den är, för den belysningsarmatur med lampskärm som omformar ljuset, eller för den yta som ljuset studsar på och upp till ögat. När luminansen är hög finns risk för bländning.
Med vilken färgton en ljuskälla lyser kallas för dess färgtemperatur och anges i enheten kelvin (K). Egentligen är det enbart glödljuskällor som kan anges i kelvin men för enkelhets skull brukar färgtemperaturen även för andra ljuskällor anges i samma enhet. Ju högre kelvintal desto kallare uppfattas ljuset vara. Solljus har en färgtemperatur på cirka 6 000 K.

### Ljusfördelning
Ljusfördelning redovisas för belysningsarmaturer vanligtvis med en ljusfördelningskurva i ett polärdiagram. Ljusfördelningskurvan visar hur ljuset sprids i olika riktningar och används för belysningsplanering. Ljusfördelningskurvor tas fram genom provning. Redovisning av ljusdata skiljer sig mycket mellan armaturer med traditionella ljuskällor och armaturer med ledljuskälla. Information om ljusfördelning kan sedan omvandlas till ljusdatafiler som används i programvaror som är vanliga inom ljusdesign. Filtyper är exempelvis IES (.ies) och EULUMDAT (.ldt).

### Bländning
Sammanhang som rör arbete med professionell belysning delar upp bländning i de två olika typerna synnedsättande bländning och obehagsbländning. Den förstnämnda är allvarligast men även obehagsbländning bör undvikas. UGR (unified glare rating) är en metod för att beräkna mängden av obehagsbländning i en inomhusanläggning. Beräkningen utgår från betraktarens öga, dess position och vinkel, i förhållande till armaturens lysande yta samt omgivningsljuset. UGR anges som ett värde. I den europeiska standarden, EN 124641:2011, anges maximala UGR-gränsvärden för olika synuppgifter beroende på dess svårighetsgrad.

### Övriga begrepp
Övriga begrepp att ta hänsyn till i utvärdering av särskilt den tekniska belysningens prestanda är exempelvis
- teknisk livslängd mätt i timmar,
- ljusnedgång, minskningen i ljuseffekt under den tid som belysningen är i drift,
- inköpspris, till exempel hur många belysningsarmaturer som måste köpas in, ju högre verkningsgrad per armatur på den tekniska belysningen desto färre armaturer behövs,
- årskostnad mätt i kronor per år där inköpspris, energiförbrukning och andra driftkostnader samt underhållskostnader summeras och delas med den tekniska livslängden och
- färgåtergivning eller färgåtergivningstal ({\displaystyle R_{a}}) som är ett index.

## Historia

### Öppen eld
Det äldsta sättet att få belysning under dygnets mörka timmar var att använda eldsken från vedbrasor. Om en annan plats än precis runt eldstaden var i behov av tillfällig belysning användes en fackla eller en lyssticka som i sin enklaste form bestod av ett avspäntat vedträ av till exempel törved. Lysstickan satt ofta på en lysekäring (även flisekäring eller stickedalla) som hade till uppgift att justera lågans position. Om lysekäring saknades kunde det ibland bli barnens uppgift att stå och hålla lysstickan för att ge de vuxna ljus.

### Olje- och fotogenlampa
Snart utvecklades idéerna för att få belysning. En av dem var att låta en bit mossa flyta i en öppen skål med tran eller ister. Det flytande fettet utgjorde bränsle, medan mossan fungerade som veke, och gav efter antändning en svag, sotande låga. Oljelampan förfinades med tiden och spreds mellan kulturerna. Skålen med bränsle slöts och veken fick istället komma upp ur en pip. Lampoljorna blev också bättre. Bland annat användes rovolja. För att göra lågan stabilare, utan fladder, utrustades lamporna med glas.
Den högst utvecklade oljelampan använder fotogen som bränsle och har labyrinter för inkommande luft och avgivna gaser, vilket gör lågan okänslig för vindpustar. Även vekarna utvecklades för både oljelampor och ljus. En speciell form av fotogenlykta kan kompletteras med en auerstrumpa och ger då ett starkare ljus.

### Talg- och vaxljus
Tekniken att stöpa ljus genom att upprepade gånger doppa ett vekegarn i en smälta av något brännbart ämne är med säkerhet dokumenterad från 1100-talet men har rötter som går tillbaka till vikingatiden. I de tidigaste ljusen användes bivax eller talg, som stöptes till ljus eller doppades och ordnades i nystan till staplar, vilket är en ovanlig teknik nuförtiden.
Det lingarn som använts i de tidiga vax- och talgljusen ersattes med tiden av bomullsgarn. Med förfinad teknik kunde man impregnera veken med vissa salter för att veken skulle förbrännas i lagom takt för att hålla jämna steg med bränsleförbrukningen. Om veken ändå blir för lång brinner ljuset med sotande låga. Med hjälp av en ljussax förkortas veken medan ljuset fortfarande brinner, varefter lågan inte längre är sotande. En veke av flätat garn kröker sig så att vekens fria ända normalt hamnar i lågans ytterkant där temperaturen och syrgastillförseln är högre och veken förgasas.
Från början av 1800-talet var talgljus den vanligaste ljuskällan bland samhällets mellanskikt. För många borgare, präster och på många kontor och arbetsplatser var talgljuset den främsta belysningen när mörkret föll. Periodvis kunde det råda brist på talgljus. En genomsnittlig gård i Dalarna kunde exempelvis inte producera mer än tio till tolv talgljus. På andra platser, som i Årsta herrgård söder om Stockholm kunde produktionen uppgå till 2 000 ljus av olika kvaliteter årligen.
Fram till slutet av 1840-talet ansågs vaxljus dock vara det bästa tillgängliga ljuskällan för att få belysning. Detta då vaxljuset, till skillnad från talgljuset, hade en behagligare lukt och klarade bättre av högre rumstemperaturer. Användningen av vaxljus begränsades dock av bristen på bivax som rådde i Sverige och andra nordiska länder. Konsumenterna av vaxljus var därför tvungna att importera bivax från utlandet. Det orsakade höga priser och begränsade spridningen av vaxljuset till samhällets högsta skikt.

### Stearinljus
Ljus av högsta kvalitet stöps i stearin, som har liten rinningstendens och lång brinntid. Enklare ljus stöps i paraffin, som är billigare än stearin, men har kortare brinntid och gärna rinner. Som en kompromiss förekommer olika blandningar av stearin och paraffin.

### Gaslåga
Belysning kan också fås genom en låga från förbränning av gas. En bunsenbrännare för lysgas ger bra värme, men nästan inget ljus alls. Kompletterar man med ett glödnät (se Auers glödljus) får man ett starkt ljus. Glödnätet, eller glödstrumpan som den ibland kallas, är mycket ömtåligt. Som ny och oanvänd är den hanterbar med försiktighet. Sedan den tagits i bruk består den endast av ett mycket skört skelett av oxider.
En numera så gott som övergiven belysningskälla är karbidlampan som drivs med kalciumkarbid under vattenbegjutning varvid brännbar acetylengas utvecklas. En nackdel är att karbiden är mycket fuktkänslig och ställer höga krav på torr förvaring. Den har dessutom en obehaglig lukt. Restprodukten, när all acetylen har drivits ut av vattnet, luktar än värre. I början av 1900-talet förekom karbidlyktor som cykelbelysning. Ända till senare delen av 1900-talet användes karbidlyktor militärt som belysning i tält.

## Övergången från fotogenlampor till elektrisk belysning

### Teknikskifte
Övergången från fotogenlampor till elektrisk belysning under 1900-talet var en betydande förändring i hushållens och samhällets användning av ljuskällor. Flera faktorer bidrog till denna utveckling, där teknologiska framsteg, ekonomiska förändringar, säkerhetsaspekter och förändrade konsumentpreferenser spelade en avgörande roll.
Dessa faktorer samverkade för att elektrisk belysning skulle bli den dominerande ljuskällan under 1900-talet vilket ledde till fotogenlampans nedgång.

### Teknologiska framsteg och förbättrad effektivitet
Utvecklingen av volframlamporna i början av 1900-talet markerade ett viktigt genombrott inom belysningsteknologin. Till skillnad från de tidiga koltrådsglödlamporna var metalltrådslamporna betydligt mer energieffektiva och kunde producera mer ljus per watt elektricitet. Denna teknologiska förbättring gjorde elektrisk belysning mer praktisk och ekonomiskt överkomlig, vilket utmanade fotogenlampans dominans som ljuskälla.

### Ekonomiska faktorer och minskade energikostnader
När elproduktions- och distributionssystemen expanderade under 1900-talet, sjönk elpriserna, vilket gjorde elektrisk belysning alltmer prisvärd. Under perioden som ofta kallas metalltrådslampans era (1910–1939) minskade kostnaden för ljusenergi per lumen-timme till en tjugofemtedel av vad den var med koltrådsglödlampor. Samtidigt steg priset på fotogen under första världskriget, vilket ytterligare gjorde elektrisk belysning till ett mer attraktivt alternativ för hushåll och industrier.

### Säkerhetsaspekter och elektrisk belysnings fördelar
Även om fotogenlampor länge var en pålitlig ljuskälla, förde de med sig vissa säkerhetsrisker. Fotogen, som är ett brandfarligt bränsle, innebar en ökad risk för bränder och olyckor i hemmen. Elektrisk belysning, som inte hade dessa brandrisker, erbjöd ett säkrare alternativ, särskilt för inomhusbruk. Dessutom var elektrisk belysning renare och orsakade varken sot eller lukt, vilket var vanligt med fotogenlampor.

### Förändrade konsumentpreferenser och modernitetens framväxt
Under tidigt 1900-tal ökade intresset för modernitet och teknologiska framsteg. Elektrisk belysning blev en symbol för denna nya livsstil, och konsumenterna började föredra den framför äldre belysningstekniker. Elektriska lampor och armaturer blev inte bara funktionella utan även estetiskt tilltalande, vilket ytterligare stärkte deras popularitet.

### Statliga regleringar och industristandarder
Införandet av säkerhetsstandarder och regleringar för elektrisk utrustning, som S-märkningen i Sverige, spelade en viktig roll i att främja användningen av elektrisk belysning. Dessa standarder säkerställde att elektriska produkter var säkra och tillförlitliga, vilket ökade konsumenternas förtroende och bidrog till den ökade spridningen av elektriska ljuskällor.

## Belysning i stad och trafik
Stockholm blev år 1749 den första staden i Sverige med reglerad gatubelysning när husägare blev skyldiga att sätta upp gatlyktor på sina hus. I Sverige finns omkring 2,5 miljoner ljuspunkter i det kommunala gatunätet och 150 000–175 000 ljuspunkter längs det statliga vägnätet.

## Belysning och arbetsmiljö
En normalt fungerande syn står för 80 procent av alla sinnesintryck. Belysning påverkar därför den fysiska arbetsmiljön både utomhus och inomhus. Ett exempel är kontorsarbetsplatser där bländning från allmänbelysning eller solljus, antingen direkt eller via reflexer, ofta ställer till problem vid arbete framför bildskärmar. Det finns åtskilliga exempel på hur väl fungerande belysningsarmaturer och ljuskällor samt en välplanerad ljusmiljö bidrar till god synergonomi och en bra fysisk arbetsmiljö.

## Standarder
Se belysningskommissionen CIE för internationella standarder, tekniska rapporter och forskningsöversikter inom belysningsområdet. Den svenska standarden för ”belysningskrav på arbetsplatser inomhus som tillgodoser behoven av synkomfort och synprestation för människor med normal eller korrigerad syn” tillhandahålls av Svenska institutet för standarder, SIS.

## Galleri

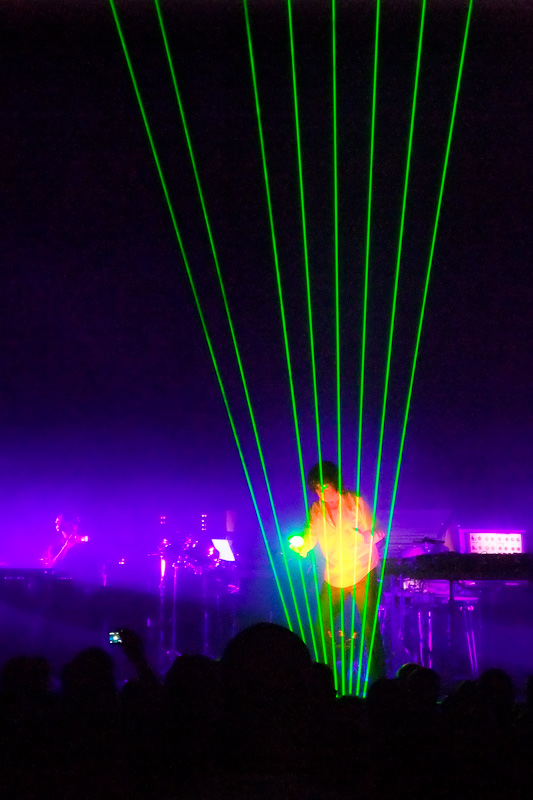
Artisten Jean-Michel Jarre är belyst av scenstrålkastare och spelar på en specialbelyst laserharpa, Helsingfors, 2009.
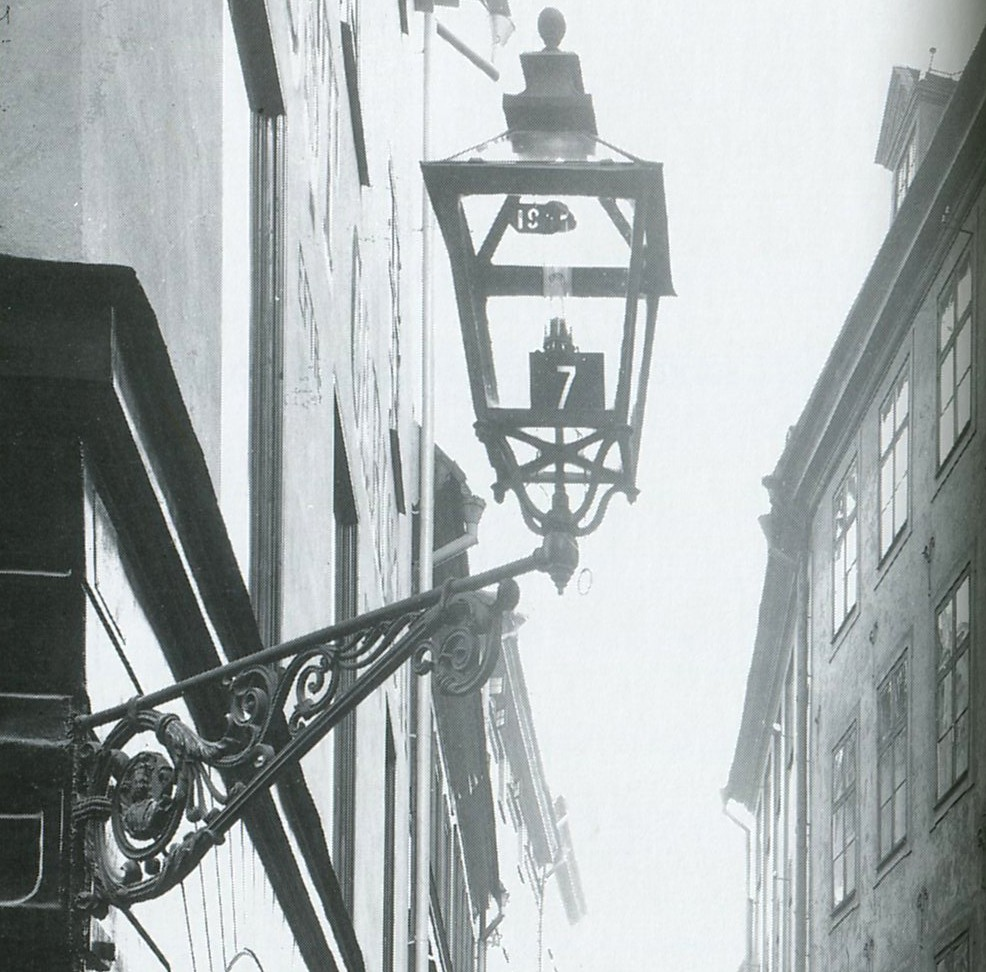
Klassisk gaslykta för belysning i stadsmiljö, Västerlånggatan, Stockholm, 1904.
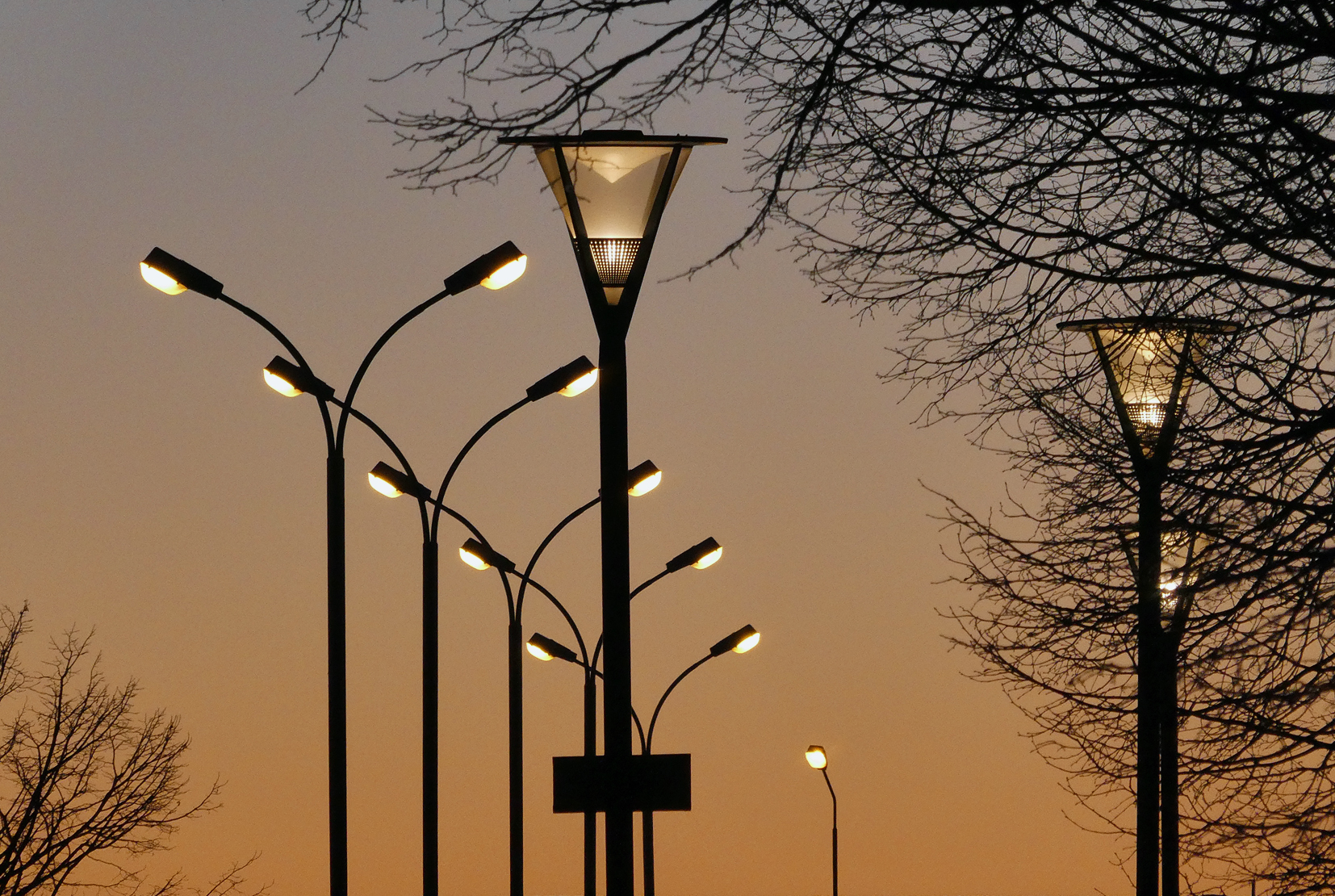
Lyktstolpar vid hamnplan i Ystad.
Kontorsarbete med elektrisk belysning, Hamngatan, Stockholm, cirka 1910–1920.
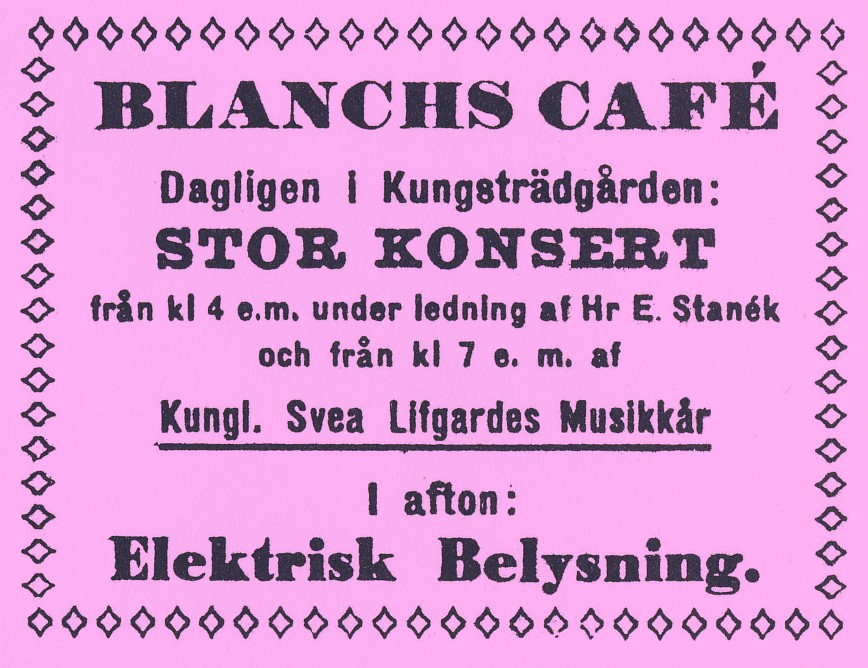
Annons från 1880-talet, Stockholm, där den elektriska belysningen i sig var en tilldragelse.
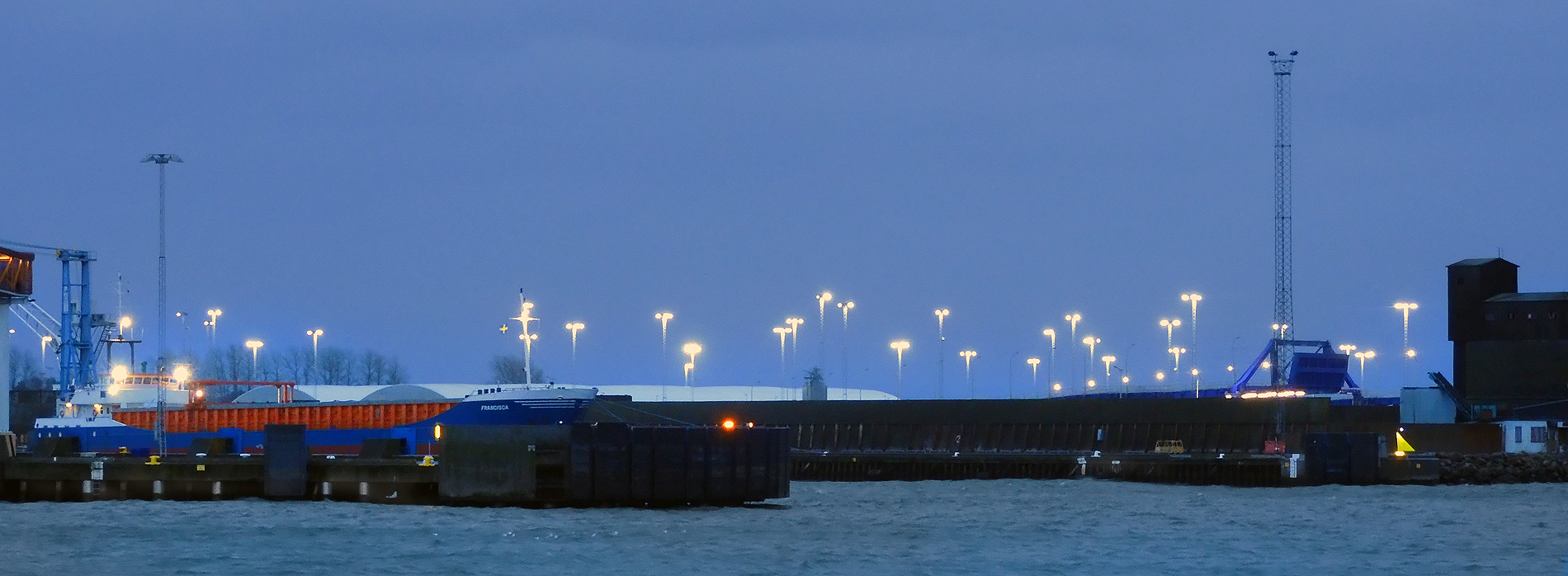
Belysning över en del av Ystads hamn.